# Repubblica Ceca ai XXIII Giochi olimpici invernali
La Repubblica Ceca ha partecipato ai XXIII Giochi olimpici invernali, che si sono svolti dal 9 al 28 febbraio 2018 a PyeongChang in Corea del Sud, con una delegazione composta da 95 atleti più una riserva nel bob.

## Medaglie
| Riepilogo quotidiano | Riepilogo quotidiano | Riepilogo quotidiano | Riepilogo quotidiano | Riepilogo quotidiano | Riepilogo quotidiano |
| -------------------- | -------------------- | -------------------- | -------------------- | -------------------- | -------------------- |
| Giorno               | Data                 |                      |                      |                      | Totale               |
| 1º                   | 10                   | 0                    | 0                    | 1                    | 1                    |
| 2º                   | 11                   | 0                    | 1                    | 0                    | 1                    |
| 3º                   | 12                   | 0                    | 0                    | 0                    | 0                    |
| 4º                   | 13                   | 0                    | 0                    | 0                    | 0                    |
| 5º                   | 14                   | 0                    | 0                    | 0                    | 0                    |
| 6º                   | 15                   | 0                    | 0                    | 0                    | 0                    |
| 7º                   | 16                   | 0                    | 1                    | 1                    | 2                    |
| 8º                   | 17                   | 1                    | 0                    | 0                    | 0                    |
| 9º                   | 18                   | 0                    | 0                    | 1                    | 1                    |
| 10º                  | 19                   | 0                    | 0                    | 0                    | 0                    |
| 11º                  | 20                   | 0                    | 0                    | 0                    | 0                    |
| 12º                  | 21                   | 0                    | 0                    | 0                    | 0                    |
| 13º                  | 22                   | 0                    | 0                    | 0                    | 0                    |
| 14º                  | 23                   | 0                    | 0                    | 0                    | 0                    |
| 15º                  | 24                   | 1                    | 0                    | 0                    | 1                    |
| 16º                  | 25                   | 0                    | 0                    | 0                    | 0                    |
| Totale               | Totale               | 2                    | 2                    | 3                    | 7                    |

### Medagliere per discipline
| Sport                   | Oro | Argento | Bronzo | Totale |
| ----------------------- | --- | ------- | ------ | ------ |
| Biathlon                | 0   | 1       | 1      | 2      |
| Snowboard               | 1   | 0       | 1      | 2      |
| Pattinaggio di velocità | 0   | 1       | 1      | 2      |
| Sci alpino              | 1   | 0       | 0      | 1      |
| Totale                  | 2   | 2       | 3      | 7      |

### Medaglie d'oro
| Medaglia | Nome          | Sport      | Evento                             |
| -------- | ------------- | ---------- | ---------------------------------- |
| Oro      | Ester Ledecká | Sci alpino | Supergigante femminile             |
| Oro      | Ester Ledecká | Snowboard  | Slalom gigante parallelo femminile |

### Medaglie d'argento
| Medaglia | Nome              | Sport                   | Evento                |
| -------- | ----------------- | ----------------------- | --------------------- |
| Argento  | Michal Krčmář     | Biathlon                | 10 km sprint maschile |
| Argento  | Martina Sáblíková | Pattinaggio di velocità | 5000 m femminile      |

### Medaglie di bronzo
| Medaglia | Nome              | Sport                   | Evento                    |
| -------- | ----------------- | ----------------------- | ------------------------- |
| Bronzo   | Veronika Vítková  | Biathlon                | 7,5 km sprint femminile   |
| Bronzo   | Eva Samková       | Snowboard               | Snowboard cross femminile |
| Bronzo   | Karolína Erbanová | Pattinaggio di velocità | 500 m femminile           |

## Biathlon

### Maschile
La Repubblica Ceca ha diritto a schierare 5 atleti in seguito ad aver terminato tra la sesta e la ventesima posizione del ranking maschile per nazioni della Coppa del Mondo di biathlon 2017.
| Gara                    | Atleta                                                       | Penalità    | Tempo d'arrivo | Posizione |
| ----------------------- | ------------------------------------------------------------ | ----------- | -------------- | --------- |
| 10 km sprint            | Michal Krčmář                                                | 0 (0+0)     | 23'43"2        |           |
| 10 km sprint            | Ondřej Moravec                                               | 1 (1+0)     | 24'46"7        | 29º       |
| 10 km sprint            | Michal Šlesingr                                              | 4 (0+4)     | 26'06"0        | 69º       |
| 10 km sprint            | Adam Václavík                                                | 4 (2+2)     | 26'15"4        | 73º       |
| 12,5 km inseguimento    | Michal Krčmář                                                | 7 (2+0+3+2) | 36'41"6        | 30º       |
| 12,5 km inseguimento    | Ondřej Moravec                                               | 8 (1+2+2+3) | 38'45"9        | 51º       |
| 20 km individuale       | Michal Krčmář                                                | 1 (0+1+0+0) | 49'19"3        | 7º        |
| 20 km individuale       | Ondřej Moravec                                               | 1 (0+0+0+1) | 49'56"9        | 12º       |
| 20 km individuale       | Michal Šlesingr                                              | 4 (0+3+0+1) | 52'35"5        | 45º       |
| 20 km individuale       | Adam Václavík                                                | 6 (0+4+1+1) | 54'31"7        | 67º       |
| 15 km partenza in linea | Michal Krčmář                                                | 5 (1+1+1+2) | 38'09"9        | 26º       |
| 15 km partenza in linea | Ondřej Moravec                                               | 1 (0+0+0+1) | 36'23"6        | 11º       |
| Staffetta 4x7,5 km      | Ondřej Moravec Michal Šlesingr Jaroslav Soukup Michal Krčmář | 15 (2+13)   | 1h19'23"6      | 7ª        |

### Femminile
La Repubblica Ceca ha diritto a schierare 6 atlete in seguito ad aver terminato tra le prime 5 posizioni del ranking femminile per nazioni della Coppa del Mondo di biathlon 2017.
| Gara                      | Atleta                                                             | Penalità    | Tempo d'arrivo | Posizione |
| ------------------------- | ------------------------------------------------------------------ | ----------- | -------------- | --------- |
| 7,5 km sprint             | Markéta Davidová                                                   | 1 (1+0)     | 22'03"3        | 15ª       |
| 7,5 km sprint             | Jessica Jislová                                                    | 1 (1+0)     | 22'29"1        | 23ª       |
| 7,5 km sprint             | Eva Puskarčíková                                                   | 3 (2+1)     | 23'19"8        | 43ª       |
| 7,5 km sprint             | Veronika Vítková                                                   | 1 (0+1)     | 21'32"0        |           |
| 10 km inseguimento        | Markéta Davidová                                                   | 6 (1+2+1+2) | 33'29"8        | 25ª       |
| 10 km inseguimento        | Jessica Jislová                                                    | 3 (0+1+1+1) | 33'24"3        | 23ª       |
| 10 km inseguimento        | Eva Puskarčíková                                                   | 3 (2+1+0+0) | 33'53"8        | 32ª       |
| 10 km inseguimento        | Veronika Vítková                                                   | 3 (0+1+0+2) | 32'12"6        | 7ª        |
| 15 km individuale         | Markéta Davidová                                                   | 5 (1+1+0+3) | 47'06"7        | 57ª       |
| 15 km individuale         | Jessica Jislová                                                    | 5 (1+1+0+3) | 49'00"6        | 72ª       |
| 15 km individuale         | Eva Puskarčíková                                                   | 3 (1+0+2+0) | 46'22"0        | 44ª       |
| 15 km individuale         | Veronika Vítková                                                   | 3 (1+1+1+0) | 44'31"5        | 18ª       |
| 12,5 km partenza in linea | Markéta Davidová                                                   | 3 (0+1+1+1) | 37'23"8        | 18ª       |
| 12,5 km partenza in linea | Veronika Vítková                                                   | 1 (0+0+0+1) | 36'57"8        | 14ª       |
| Staffetta 4x6 km          | Eva Puskarčíková Jessica Jislová Markéta Davidová Veronika Vítková | 15 (4+11)   | 1h13'59"7      | 12ª       |

### Gare miste
| Gara                        | Atleti                                                         | Penalità | Tempo d'arrivo | Posizione |
| --------------------------- | -------------------------------------------------------------- | -------- | -------------- | --------- |
| Staffetta 2x6 km + 2x7,5 km | Veronika Vítková Markéta Davidová Ondřej Moravec Michal Krčmář | 8 (0+8)  | 1h10'13"6      | 8ª        |

## Bob
La Repubblica Ceca ha qualificato nel bob quattro equipaggi: due nel bob a due maschile e altrettanti nel bob a quattro maschile per un totale di nove atleti.
| Gara                   | Equipaggio                                               | 1ª manche | 2ª manche | 3ª manche | 4ª manche       | Totale  | Posizione |
| ---------------------- | -------------------------------------------------------- | --------- | --------- | --------- | --------------- | ------- | --------- |
| Bob a due maschile     | Dominik Dvořák Jakub Nosek                               | 49"70     | 49"63     | 49"67     | 49"86           | 3'18"86 | 17        |
| Bob a due maschile     | Jan Vrba Jakub Havlín                                    | 49"93     | 50"07     | 49"86     | non qualificati | 2'29"86 | 23        |
| Bob a quattro maschile | Dominik Dvořák Jaroslav Kopřiva Jan Šindelář Jakub Nosek | 49"07     | 49"97     | 50"05     | non qualificati | 2'29"09 | 21        |
| Bob a quattro maschile | Jan Vrba Jan Stokláska Dominik Suchý David Egydy         | 49"73     | 49"81     | 50"05     | non qualificati | 2'29"59 | 24        |

## Combinata nordica
La Repubblica Ceca ha qualificato nella combinata nordica un totale di quattro atleti.
| Gara               | Atleta          | Salto     | Salto | Salto     | Fondo   | Fondo            | Posizione |
| Gara               | Atleta          | Lunghezza | Punti | Posizione | Tempo   | Tempo + distacco | Posizione |
| ------------------ | --------------- | --------- | ----- | --------- | ------- | ---------------- | --------- |
| Trampolino normale | Lukáš Daněk     | DSQ       | DSQ   | DSQ       | -       | -                | -         |
| Trampolino normale | Miroslav Dvořák | 95,5 m    | 89,3  | 28º       | 24'40"4 | 27'23"4          | 21º       |
| Trampolino normale | Ondřej Pažout   | 97,5 m    | 95,8  | 22º       | 25'46"8 | 28'05"8          | 34º       |
| Trampolino normale | Tomáš Portyk    | 89,5 m    | 89,3  | 29º       | 24'46"4 | 27'31"4          | 24º       |
| Trampolino lungo   | Lukáš Daněk     | 114,0 m   | 78,7  | 44º       | 26'36"1 | 30'37"1          | 46º       |
| Trampolino lungo   | Miroslav Dvořák | 119,5 m   | 99,9  | 29º       | 24'23"3 | 26'59"3          | 26º       |
| Trampolino lungo   | Ondřej Pažout   | 124,5 m   | 105,2 | 26º       | 25'32"4 | 27'47"4          | 37º       |
| Trampolino lungo   | Tomáš Portyk    | 120,5 m   | 11,5  | 18º       | 24'04"9 | 25'54"9          | 19º       |
| Gara a squadre     | Ondřej Pažout   | 123,0 m   | 382,2 | 6ª        | 48'11"1 | 48'50"5          | 7ª        |
| Gara a squadre     | Miroslav Dvořák | 120,5 m   | 382,2 | 6ª        | 48'11"1 | 48'50"5          | 7ª        |
| Gara a squadre     | Lukáš Daněk     | 119,5 m   | 382,2 | 6ª        | 48'11"1 | 48'50"5          | 7ª        |
| Gara a squadre     | Tomáš Portyk    | 131,0 m   | 382,2 | 6ª        | 48'11"1 | 48'50"5          | 7ª        |

## Hockey su ghiaccio

### Torneo maschile
La Repubblica Ceca ha diritto a partecipare al torneo maschile di hockey su ghiaccio in seguito ad aver concluso nelle prime otto posizioni nel ranking IHHF nel 2016.
| Pos. |               | PG | V | VOT | POT | P | GF | GS | DR | Pt |
| 1.   | Canada        | 0  | 0 | 0   | 0   | 0 | 0  | 0  | 0  | 0  |
| 2.   | Rep. Ceca     | 0  | 0 | 0   | 0   | 0 | 0  | 0  | 0  | 0  |
| 3.   | Svizzera      | 0  | 0 | 0   | 0   | 0 | 0  | 0  | 0  | 0  |
| 4.   | Corea del Sud | 0  | 0 | 0   | 0   | 0 | 0  | 0  | 0  | 0  |

## Pattinaggio di figura
La Repubblica Ceca ha qualificato nel pattinaggio di figura un atleta in seguito ai Campionati mondiali di pattinaggio di figura 2017.
In seguito al 2017 CS Nebelhorn Trophy la Repubblica Ceca ha qualificato altri quattro atleti, portando la delegazione del pattinaggio di figura ad un numero complessivo di cinque atleti, tre uomini e due donne.
| Gara     | Atleta                       | Programma corto | Programma corto | Programma libero | Programma libero | Totale | Totale    |
| Gara     | Atleta                       | Punti           | Posizione       | Punti            | Posizione        | Punti  | Posizione |
| -------- | ---------------------------- | --------------- | --------------- | ---------------- | ---------------- | ------ | --------- |
| Maschile | Michal Březin                |                 |                 |                  |                  |        |           |
| Coppia   | Anna Dušková Martin Bidař    |                 |                 |                  |                  |        |           |
| Danza    | Cortney Mansour Michal Češka |                 |                 |                  |                  |        |           |

## Pattinaggio di velocità
| Gara   | Atleta            | Tempo 1 | Tempo 2 | Totale  | Posizione |
| ------ | ----------------- | ------- | ------- | ------- | --------- |
| 500 m  | Karolína Erbanová |         |         |         |           |
| 500 m  | Nikola Zdráhalová |         |         |         |           |
| Gara   | Atleta            | Tempo   | Tempo   | Tempo   | Posizione |
| 1000 m | Karolína Erbanová | 1'14"95 | 1'14"95 | 1'14"95 | 7ª        |
| 1000 m | Nikola Zdráhalová | 1'16"43 | 1'16"43 | 1'16"43 | 19ª       |
| 1500 m | Nikola Zdráhalová | 1'58"03 | 1'58"03 | 1'58"03 | 11ª       |
| 3000 m | Martina Sáblíková | 4'00"54 | 4'00"54 | 4'00"54 | 4ª        |
| 3000 m | Nikola Zdráhalová | 4'11"36 | 4'11"36 | 4'11"36 | 15ª       |
| 5000 m | Martina Sáblíková | 6'51"85 | 6'51"85 | 6'51"85 |           |

## Salto con gli sci
La Repubblica Ceca ha qualificato nel salto con gli sci cinque atleti, tutti uomini.

### Uomini
| Gara               | Atleta                                                       | Qualificazioni | Qualificazioni | Qualificazioni | Finale                          | Finale          | Finale          | Finale          | Finale          | Finale          | Finale          | Finale          |
| Gara               | Atleta                                                       | Qualificazioni | Qualificazioni | Qualificazioni | Primo salto                     | Primo salto     | Primo salto     | Secondo salto   | Secondo salto   | Secondo salto   | Punti totali    | Posizione       |
| Gara               | Atleta                                                       | Lunghezza      | Punti          | Pos.           | Lunghezza                       | Punti           | Pos.            | Lunghezza       | Punti           | Pos.            | Punti totali    | Posizione       |
| ------------------ | ------------------------------------------------------------ | -------------- | -------------- | -------------- | ------------------------------- | --------------- | --------------- | --------------- | --------------- | --------------- | --------------- | --------------- |
| Trampolino normale | Roman Koudelka                                               | 97,5 m         | 114,5          | 24º Q          | 98,0 m                          | 103,5           | 26º             | 103,0 m         | 105,7           | 19º             | 209,2           | 25º             |
| Trampolino normale | Čestmír Kožíšek                                              | 81,0 m         | 80,6           | 54º            | non qualificato                 | non qualificato | non qualificato | non qualificato | non qualificato | non qualificato | non qualificato | non qualificato |
| Trampolino normale | Viktor Polášek                                               | 88,0 m         | 90,1           | 47º Q          | 92,0 m                          | 81,9            | 44º             | non qualificato | non qualificato | non qualificato | non qualificato | non qualificato |
| Trampolino normale | Vojtěch Štursa                                               | 83,5 m         | 81,5           | 53º            | non qualificato                 | non qualificato | non qualificato | non qualificato | non qualificato | non qualificato | non qualificato | non qualificato |
| Trampolino lungo   | Lukáš Hlava                                                  | 106,5 m        | 62,2           | 52º            | non qualificato                 | non qualificato | non qualificato | non qualificato | non qualificato | non qualificato | non qualificato | non qualificato |
| Trampolino lungo   | Roman Koudelka                                               | 116,5 m        | 80,9           | 41º Q          | 125,5 m                         | 115,9           | 25º             | 122,0 m         | 107,1           | 25º             | 223,0           | 25º             |
| Trampolino lungo   | Čestmír Kožíšek                                              | 132,5 m        | 104,0          | 23º Q          | 124,5 m                         | 112,0           | 28º             | 113,0 m         | 93,1            | 29º             | 205,1           | 29º             |
| Trampolino lungo   | Viktor Polášek                                               | 110,5 m        | 77,1           | 45º Q          | 116,5 m                         | 94,4            | 44º             | non qualificato | non qualificato | non qualificato | non qualificato | non qualificato |
| Gara a squadre     | Viktor Polášek Vojtěch Štursa Čestmír Kožíšek Roman Koudelka | N.D.           | N.D.           | N.D.           | 116.0 m 107.0 m 111.5 m 124.0 m | 370.1           | 10ª             | non qualificata | non qualificata | non qualificata | non qualificata | non qualificata |

## Short track
La Repubblica Ceca ha qualificato nello short track un atleta.

### Donne
| Gara   | Atleta              | Batterie | Batterie  | Quarti di finale | Quarti di finale | Semifinali | Semifinali | Finale | Finale    |
| Gara   | Atleta              | Tempo    | Posizione | Tempo            | Posizione        | Tempo      | Posizione  | Tempo  | Posizione |
| ------ | ------------------- | -------- | --------- | ---------------- | ---------------- | ---------- | ---------- | ------ | --------- |
| 1500 m | Quota non assegnata |          |           |                  |                  |            |            |        |           |

## Slittino
La Repubblica Ceca aveva qualificato nello slittino un totale di cinque atleti: uno nel singolo uomini e quattro nel doppio. Successivamente la Federazione Internazionale Slittino ha destinato un posto anche nel singolo femminile, tra gli otto previsti in totale tra tutte le discipline, per permettere l'ammissione nella gara a squadre.
| Gara              | Atleta                                              | 1ª manche            | 2ª manche            | 3ª manche          | 4ª manche       | Totale   | Posizione |
| ----------------- | --------------------------------------------------- | -------------------- | -------------------- | ------------------ | --------------- | -------- | --------- |
| Singolo femminile | Tereza Nosková                                      | 47"813               | 48"132               | 47"921             | non qualificata | 2'23"866 | 26ª       |
| Singolo maschile  | Ondřej Hyman                                        | 48"324               | 47"276               | 48"313             | non qualificato | 2'24"913 | 21º       |
| Gara              | Atleta                                              | 1ª manche            | 1ª manche            | 2ª manche          | 2ª manche       | Totale   | Posizione |
| Doppio            | Lukáš Brož Antonín Brož                             | 46"570               | 46"570               | 46"582             | 46"582          | 1'33"152 | 13º       |
| Doppio            | Matěj Kvíčala Jaromír Kudera                        | 46"818               | 46"818               | 46"910             | 46"910          | 1'33"728 | 18º       |
| Gara              | Atleta                                              | 1ª frazione sing. f. | 2ª frazione sing. m. | 3ª frazione doppio | Totale          | Totale   | Posizione |
| Gara a squadre    | Tereza Nosková Ondřej Hyman Lukáš Brož Antonín Brož | 48"238               | 49"178               | 49"645             | 2'27"061        | 2'27"061 | 12ª       |